# ア・バオ・ア・クゥー
ア・バオ・ア・クゥー（A Bao A Qu）とは、作家のホルヘ・ルイス・ボルヘスが1957年に発表した『幻獣辞典』に登場する幻獣。
ボルヘスは、『幻獣辞典』の原語版ではバートン卿による『アラビアン・ナイト』の英訳における注釈をこの幻獣の出典とする一方で、ノーマン・トーマス・ディ・ジョバンニと共同して作成した英語版(1969年)ではC. C. Iturvuruなる人物がこの幻獣の伝説を採集し1937年の論文『マレーの魔女術について』の付録で発表したとしている（柳瀬尚紀による『幻獣辞典』日本語訳の直接の底本はこのディ・ジョバンニ版だが、C. C. Iturvuruとその論文については言及されていない。また同訳の2015年の文庫版からはかつて存在したバートン卿を出典とする旨も除去されている）。

## 概要
以下は、『幻獣辞典』から、うかがわれるア・バオ・ア・クゥーの伝承である。
「勝利の塔」には、屋上のテラスへ通じる螺旋階段がある。この塔の最下層には、ア・バオ・ア・クゥーが眠っており、螺旋階段を上り始める者が現れると目を覚ます。人間の影に敏感なア・バオ・ア・クゥーはその人間のかかとを捕らえて、螺旋階段の外側をその者に付き添って登っていく。透明であった、その姿は一段上るごとに色と輝きを増していき、最上段まで登ったとき、ア・バオ・ア・クゥーは完全な姿を現す。
しかし「勝利の塔」を登り切った人間は涅槃に達することができると言われており、そうなれば、その者はいかなる影も落とすことはない。つまり、ア・バオ・ア・クゥーはその人間を捉えて最上段へ上ることはできない。
完全な姿になれなかったア・バオ・ア・クゥーは苦痛にさいなまれ、色も輝きも身体も衰えていく。まして、上っていた人間が踵を返して下り始めれば、ア・バオ・ア・クゥーはたちまち最下層まで転がり落ちて倒れ伏してしまう。
かくしてア・バオ・ア・クゥーは、「勝利の塔」の最下層で訪問者を待ち続けているのである。これまでに、ア・バオ・ア・クゥーが最上段まで上りきったことは一度しかないと言われている。
『幻獣辞典』では、ア・バオ・ア・クゥーの特性として、身体全体でものを見ることができる、触れると桃の皮のような手触りをした皮膚を持つ、と伝えられている。

## 伝承の舞台

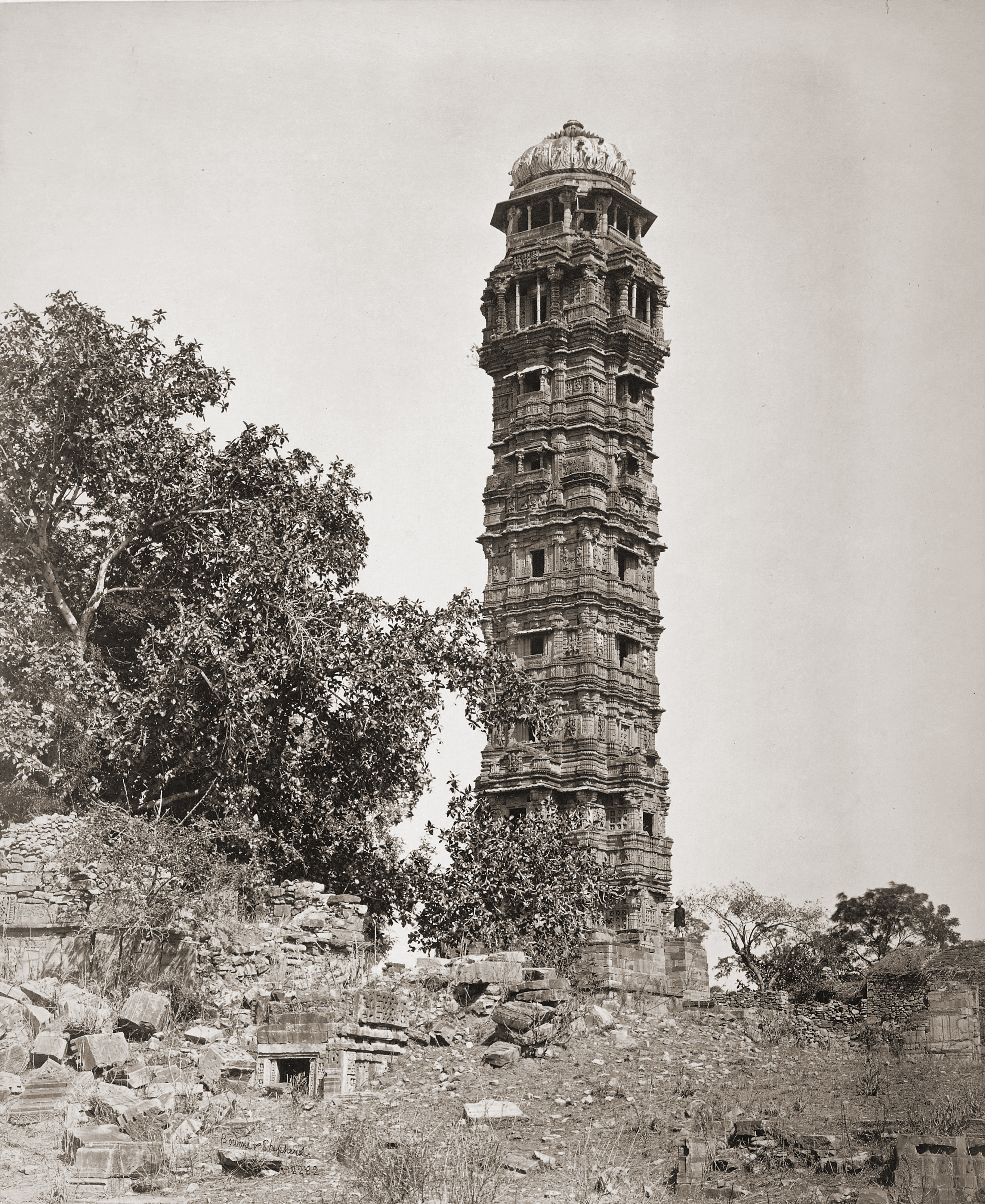
インドのチトールにある「ヴィジャイ・スタンバ（勝利の塔）」、1872年撮影。

「勝利の塔」があるとされるチトールの所在については、諸説ある。
- 柳瀬尚紀は幻獣辞典の日本語訳に添えた訳注で、インドのラージャスターン州、ウダイプル県チトール（チットールガル）にあるジャイナ教の15世紀の建造物「勝利の塔（英語版）」を挙げている。この地は、古代ラージプート族の要塞の地であった[1]という。
- アルベルト・マングウェル、ジアンニ・グアダルーピ著、『完訳 世界文学にみる架空地名大事典』によれば、バートン卿による『アラビアン・ナイト・エンターテインメント』の訳注では、「中国のチトールにある」と[2]されている[3]という。